# パープル・レイン
パープル・レイン（Purple Rain）は、プリンス・アンド・ザ・レヴォリューションによる1984年のアルバム、及びプリンスが主演映画『プリンス/パープル・レイン』のサウンドトラックである。第57回アカデミー賞の歌曲・編曲賞受賞作。第27回グラミー賞の最優秀映画・TV作曲賞受賞作。ローリング・ストーン誌の大規模なアンケート『オールタイム・ベストアルバム500』（2020年版）に於いて8位にランクイン。ヴィジュアル・アーティストとしての本領を発揮したプリンスの代表作である。

## チャート
| チャート (1984)              | 最高順位 |
| ---------------------------- | -------- |
| U.S. Billboard 200           | 1        |
| U.S. Billboard R&B Albums    | 1        |
| UK Albums Chart              | 7        |
| Australian Kent Music Report | 1        |

このアルバムは発表初週に100万枚を売り上げ、ビルボードチャートのトップに実に24週間も居座りつづけた。シングルカットされた「ビートに抱かれて」（When Doves Cry）、「レッツ・ゴー・クレイジー」（Let's Go Crazy）の2曲がシングルチャートで1位となり、プリンスは全米でのボックスオフィス、アルバムチャート、シングルチャートですべて1位を獲得するという偉業を達成する。なお、本作からは他に 「パープル・レイン」（Purple Rain）（2位）、「ダイ・フォー・ユー」（I Would Die 4 U）（8位）、「テイク・ミー・ウィズ・U」（Take Me with U）（25位）がシングルカットされている。また、「ビートに抱かれて」は年間シングルチャートでも1位を獲得している。

## 楽曲解説・評価
このサウンドトラック、及びアルバムは、ザ・タイムやアポロニア6などの名義ではなく、初めてプリンス・アンド・ザ・レヴォリューション名義としてリリースされた。このフルバンドのパフォーマンスを強調した結果、ギター、キーボード、シンセサイザー、ドラムマシンなどが複数の層で重なり合い、以前のワンマンアルバムより音楽的な深みが増している。音楽的には、前作からのエレクトロファンクとR&Bの要素に、ロックフィールなグルーヴを強調したギターが合わさっている。
サウンドトラックのレコードとしては、音楽の多くが壮大かつ複雑で、一部では演奏や音響効果に曖昧ながらサイケデリックな趣きがあると評された。後発のより実験的なポップ・サイケデリックなアルバムに繋がっていくような要素が多数盛り込まれているが、一般的にはプリンスの作品の中では最もポップを指向するものと考えられている。
様々なジャンルの要素をふんだんに盛り込んだクロスオーバー指向のアルバムの多くと同様、『パープル・レイン』はポップ・ロックからR&B、さらにダンス・ミュージックまで無数のスタイルをしっかりと結合させていることが、大きな人気を博した理由のひとつとして一般的に説明されている。レコードの飛躍的な売上高もさることながら、音楽評論家たちは、このサウンドトラックの音楽に盛り込まれた革新的、実験的な側面にも注目した。
中でもよく知られているのは、ベースギターのない「ビートに抱かれて」（When Doves Cry）であり、この曲は、最も前衛音楽（アバンギャルド）に近づいたポップだと、しばしば論じられた。また、電子楽器と生楽器やフルバンドの演奏の融合（その一部は、ライブ演奏であった）と、ロックとR&Bの際立った結合が、このアルバムの特色であり、実験的な要素であるとも評された。
オールミュージックのスティーヴン・アールワイン（Stephen Erlewine）は、『パープル・レイン』においてプリンスは「自らのファンクとR&Bのルーツを固めながら、大胆にポップとロック、ヘヴィメタルへ乗り出した」と評し、このアルバムに収められた9曲が「妥協することなき...ポップの領域の侵犯」であり「スタイリッシュな実験」であると記したが、それは、『パープル・レイン』の音楽が、実験的な傾向を犠牲にすることなくプリンスの最もポピュラーな部分を引き出した、とする一般的な認識を反映したものであった。
「テイク・ミー・ウィズ・U」（Take Me with U）は元々、アポロニア6のアルバムに用意した曲だったが、『パープル・レイン』への収録に変更された。この曲を入れる代わりに、組曲的な構成だった「コンピューター・ブルー」（Computer Blue）の2番目のセクションがアルバムから外された。結局、フルバージョンは公式にリリースされなかったが、「コンピューター・ブルー」の2番目のセクションの一部は、映画内でザ・レヴォリューションのメンバーがリハーサルをしているところへプリンスが歩いてくるシーンで聴くことができる。
「ダーリン・ニッキー」（Darling Nikki）のきわどい歌詞は、米国では当時の副大統領夫人ティッパー・ゴアとPMRC（Parents Music Resource Center）の槍玉に挙がり、アルバムはペアレンタル・アドバイザリー指定となった。
また、発売前は2枚組という噂も流れたが直前に1枚に変更された。
映画およびサウンドトラックとしての『パープル・レイン』制作のエピソードについては、30周年を記念して刊行された書籍『LET’S GO CRAZY～Prince and the Making of Purple Rain』に詳しい。翻訳版はDU BOOKSから『プリンスとパープル・レイン 音楽と映画を融合させた歴史的名盤の舞台裏』として刊行されている。

## トラックリスト
全ての作詩、作曲、編曲：プリンス
※「コンピューター・ブルー」のみ共作（プリンス、ジョン・L・ネルスン、ウェンディ、リサ）
サイド1
1. レッツ・ゴー・クレイジー - "Let's Go Crazy" – (4:39)
2. テイク・ミー・ウィズ・U - "Take Me With U" – (3:54)
3. ビューティフル・ワン - "The Beautiful Ones" – (5:14)
4. コンピューター・ブルー - "Computer Blue" – (3:59)
5. ダーリン・ニッキー - "Darling Nikki" – (4:14)

サイド2
1. ビートに抱かれて - "When Doves Cry" – (5:54)
2. ダイ・フォー・ユー - "I Would Die 4 U" – (2:50)
3. ベイビー・アイム・ア・スター - "Baby I'm A Star" – (4:24)
4. パープル・レイン - "Purple Rain" – (8:42)

## 制作時のトラックリスト
※出典
1983年11月7日作成
1. Let’s Go Crazy
2. The Beautiful Ones
3. Computer Blue
4. Darling Nikki
5. Wednesday (「Piano & A Microphone 1983」収録)
6. Purple Rain
7. I Would Die 4 U
8. Baby I’m A Star
9. Father’s Song (2015年発売の本作のデラックスバージョンに収録)

1984年3月23日作成
  - When Doves Cry
  - I Would Die 4 U
  - Baby I’m A Star
  - The Beautiful Ones
  - Darling Nikki
  - Purple Rain
  - Let’s Go Crazy
  - Computer Blue

## 参加者
- プリンス - ヴォーカル、ギター、ベース、キーボード、ピアノ
- ブラウン・マーク - ベース
- リサ - キーボード、ピアノ
- ウェンディ - ギター
- Dr.フィンク - キーボード、オルガン
- ボビー・Z. - ドラムス
- アポロニア - ヴォーカル（テイク・ミー・ウィズ・U）

## オールタイム・ランキング
| 出版媒体（国）                                                    | ランキング名称 | 位  | 発表年度 |
| ----------------------------------------------------------------- | --- | --- | -------- |
| ベンダー誌（米） (Blender)                                        | オールタイム・グレイテスト・アメリカンアルバム100 (The 100 Greatest American Albums of All time)                            | 18  | 2008     |
| エンターテインメント・ウィークリー誌（米） (Entertainment Weekly) | 1983年-2008年・ベストアルバム100 (The 100 Best Albums from 1983 to 2008)                                                    | 1   | 2008     |
| ローリング・ストーン誌（米） (Rolling Stone)                      | オールタイム・グレイテストアルバム500 (The 500 Greatest Albums of All Time)                                                 | 8   | 2020     |
| ビルボード200（米） (Billboard 200)                               | グレイテスト・オールタイム・ビルボード200アルバム (Greatest of All Time Billboard 200 Albums)                               | 110 | 2019     |
| ビルボード200（米） (Billboard 200)                               | オール92ダイヤモンド認定アルバム・批評ランキング (All 92 Diamond-Certified Albums Ranked from Worst to Best: Critic's Take) | 1   | 2016     |

## 派生作品
- 「ビートに抱かれて」（When Doves Cry）のカバー、サンプリング。
  - MCハマーが1990年に「"Pray"」（Pray）でサンプリング。
  - ティンバランドのプロデュースによりジニュワインが1996年にカバー
    - スティーナ・ノルデンスタム『まぼろしの世界』 - People Are Strange（1998年）カバー曲

  - 映画『ロミオ+ジュリエット』のサウンドトラック（Romeo + Juliet）でQuindon Tarver（Quindon Tarver）が1997年にカバー。

## 参考資料
- パープル・レイン (Media notes). プリンス. Warner Bros. Records. 10 August 1984. 075992511025。 – 輸入盤
- 西寺郷太『プリンス論』新潮新書、2015年9月。ISBN 978-4106106347。